# 滕叔繡
滕叔繡（とうしゅくしゅう）は、西周の諸侯である滕の初代君主。姓は姫で、名は繡。滕錯叔ともいう。周の文王の庶子（第十四子）として生まれた。武王が殷を滅ぼすと、叔繡は滕（山東省滕州市の西南）に封じられた。